# Swap de devises
Le swap de devises (ou swap de taux d’intérêt et de devises) est un accord conclu entre deux parties qui s’échangent un montant déterminé de devises étrangères et s’engagent mutuellement à effectuer régulièrement des paiements correspondant aux intérêts ainsi qu’à se rendre le montant échangé à une échéance déterminée.
En anglais ces swaps sont appelés cross currency swap ou currency interest rate swap (CIRS).
Il existe différents types de swap :
- les swaps export sont consentis par des banques aux exportateurs dans certains pays. Ils représentent en quelque sorte une avance en devises convertibles de la Banque Centrale, avance qui sera remboursée lorsque l'exportateur aura perçu le paiement de ses ventes ;

- le prêt parallèle permet à deux entreprises situées dans des pays différents de se mettre d'accord pour s'accorder mutuellement un prêt dans les monnaies dont elles ont besoin pour une période déterminée. Au terme de la période, les deux sociétés remboursent les prêts qu'elles ont l'une envers l'autre dans leur monnaie respective.